# La Anunciación (El Greco, Toledo-Ohio)
La Anunciación  es un lienzo del Greco anteriormente localizado en el Museo de Arte de Toledo, en Toledo (Ohio).

## Introducción
La Anunciación es una de las temáticas más repetidas por el Greco. En su catálogo razonado, Wethey, menciona las siguientes versiones:
1. Tres obras de la etapa italiana.
2. Diez obras de la etapa española, con mayor o menor participación del taller del maestro o de Jorge Manuel Theotocópuli.[2]
3. Seis obras que Wethey considera "falsas atribuciones" y otras seis que considera "cuadros dudosos".[3]

Poco después de la La Anunciación (Retablo de María de Aragón) y de La Anunciación (copias del retablo de María de Aragón), el Greco creó una nueva variante de esta temática, basada en el modelo de La Anunciación (etapa italiana)..El presente lienzo parece ser su prototipo, a partir del cual se realizaron las pinturas de La Anunciación (copias del lienzo de Toledo-Ohio), que se diferencian de las de la etapa italiana en los siguientes aspectos:   
- Simplificación de los elementos figurativos, buscando su esencia.
- Mayor énfasis en las figuras: la Virgen aparece en primer plano y Gabriel está muy próximo a ella.
- Profundización en el significado del evento.
- No hay indicaciones ambientales aparte del reclinatorio, porque la cesta de labores y el florero —ausentes en la etapa italiana— son elementos simbólicos.
- Son obras de tamaño medio, y todas ellas tienen alguna intervención del taller del Greco.[4]

## Temática de la obra
El episodio de la  Anunciación relata la aparición del arcángel Gabriel, anunciando a la Virgen María que sería la madre de Jesús por obra del Espíritu Santo. Este episodio consta en el evangelio de Lucas (Lc 1:26-39).

## Análisis de la obra

#### Datos técnicos y registrales
- Pintura al óleo sobre lienzo;
- Dimensiones: 128 x 84 cm;
- Datación: hacia 1600-1605, según Wethey (1597-1603, según Gudiol)
- Consta en el catálogo razonado de Wethey con el n º. 42, en el de Gudiol con el n º. 144, y Tiziana Frati le da la referencia 126-a.[6]

#### Descripción de la obra
La Virgen María aparece en primer plano, sentada junto al reclinatorio, con la mano izquierda sobre un libro. Se gira sorprendida hacia Gabriel, quien acaba de irrumpir en la escena, ya que sus alas están vueltas hacia arriba, y aún se mantienen levantados los pliegues de las mangas de su camisa y los de su túnica. Gabriel aparece sobre una nube, y lleva un lirio en la mano izquierda, mientras que con la derecha hace un gesto de salutación, al que responde María, también con la derecha. Todo ello produce una sensación de dinamismo y refleja la agitación de ambos personajes, entre los cuales aparece la paloma del Espíritu Santo.
Ambas figuras están muy bien resueltas, especialmente la de Gabriel, con su rostro de perfil y el brazo izquierdo magníficamente modelado. El amarillo pálido de su túnica armoniza con los blancos grisáceos de sus alas y con los grises azulados del fondo.El Greco debió realizar este espléndido ángel, pero la figura de la Virgen parece obra de algún ayudante. El lienzo fue excesivamente limpiado, por lo que la imprimación aparece en algunas partes, como en el reclinatorio, la cesta y el florero. En ilustraciones antiguas de esta obra se muestran pliegues espurios en la falda de María —añadidos en el siglo XIX— que fueron más tarde retirados.

## Procedencia
- Marqués de Corvera;
- F. Ortiz de Piñedo, Madrid;
- Barón Stanislas, París;
- With Durand-Ruel, París;
- Ralph M. Coe, Cleveland, 1928-1951;
- Toledo Museum of Art (Acc. no. 51.362).[10]